# Альянс (гурт)
«Алья́нс» — радянська і російська рок-група.

## Історія
Група була утворена у 1981 році за ініціативою Сергія Володіна (гітара). До першого складу також увійшли: Ігор Журавльов (вокал, гітара), Андрій Туманов (бас) і Володимир Рябов (барабани). Час народження групи співпав з початком в СРСР «нової хвилі»: «Альянс» грає у жанрі ска і регі.
Наприкінці 1982 року на рок-фестивалі «Физтех — 1982» у підмосковному Долгопрудному групу почув відомий звукорежисер Ігор Замараєв і запропонував записати альбом. Альбом «Кукла» (прозваний так за першим треком) був записаний в 1983 році за сприяння Ігоря Замараєва. В цьому альбомі записані початкові, ще трохи сирі, без остаточного аранжування версії хітів («Кукла», «Очередь», «Я медленно учился жить», «Мы пешеходы», «Игрушки», інструментальна кінцівка на тему Сергія Володіна «Я медленно учился жить»), що увійшли до альбому «Альянсу» 1984 року «Я медленно учился жить».
На тому ж фестивалі учасники групи «Альянс» познайомилися з художнім керівником Костромської філармонії, який запропонував хлопцям професійну роботу. Кілька тижнів потому гурт «Альянс» в тому самому складі Ігор Журавльов (гітара, вокал), Андрій Туманов (бас), Сергій Володін (гітара) і Павло Чиняков (барабани) — поїхав у Кострому.
На гастролі група вирушила під назвою «Кудесники», оскільки на складі філармонії від «кудесників», що розпалися кілька місяців тому, залишилися невикористані афіші. Група виконувала під час гастролей ті пісні, з якими виступила на фестивалі в МФТІ.
Після концертів у місті Буй, комісія, яка приїхала з Москви, зняла «Альянс» з гастролей з формулюванням «за безідейність програми». Восени 1984 року група була внесена в «чорні списки» груп, яким заборонялася концертна діяльність. «Альянс» припинив своє існування.
Восени 1986 року група з'явилася на публіці на Форумі творчої молоді в кафе «Метелиця», після чого вступила в Московську рок-лабораторіб. Її склад: Ігор Журавльов (вокал, гітара), Олег Парастаєв (клавіші), Андрій Туманов (бас) і Костянтин Гаврилов (клавіші, програмування). У лютому 1987 року «Альянс» став лауреатом першого рок-лабораторного «Фестиваля Надежд». Група виконувала композиції «На заре», «Дайте огня», «Фальстарт» та інші.
Альянс Журавльова та Парастаєва протримався до 1988 року і розпався, коли Журавльов вирішив кардинально змінити звучання групи у бік рок-музики, чому Парастаєв, що планував продовжувати працювати в дусі «нової хвилі», чинив опір і покинув колектив, зібравши свій власний проєкт «Новая русская группа» («НРГ»).
Невдовзі до гурту приєднався ударник Юрій «Хен» Кістеньов (екс-«Музыка»), завдяки чому завершилася трансформація «Альянсу» в рок-групу. Через рік команду покинув Андрій Туманов, і місце басиста зайняв Сергій «Гребстель» Калачов (екс-«Встреча На Эльбе»).
У 1990 році до групи приєдналася співачка Інна Желанна. Спільними зусиллями вони зробили кілька концертних програм і записали альбом «Зроблено в Білому». «Альянс» у цей час працював у такому складі: Журавльов, Максим Трефан (клавішні, екс-«Вежливый отказ»), Юрій «Хен» Кістеньов (барабани), Костянтин «Кастелло» Баранов (гітара, екс-«Николай Коперник»), Сергій «Гребстель» Калачов (бас), Володимир «Міс» Міссаржевський (перкусія, екс-«Встреча На Эльбе»). Крім них, у творчих пошуках брали участь два музиканти, які володіють старовинними народними інструментами — Сергій Старостін і Сергій Кльовенський.
У 1992 Желанна у зв'язку з народженням сина на деякий час залишила сцену. Тоді ж Кістеньов пішов у «Моральный кодекс». Частина музикантів утворила групу «Мисс», у якій слова та музику писав Міссаржевський, що став вокалістом. Гурт грав експериментальну музику — суміш гітарного року і жорсткого фанку з елементами репу; всі пісні були англійською мовою. Прем'єра «Мисс» відбулася в жовтні 1992 року в Палаці культури імені Горбунова. У 1993 році група знялася у передачі «Программа А» і записала єдиний альбом «It's Up To You» (Moroz Records). Найвідоміша пісня колективу — «Sex in the future».
У січні 1994 року музиканти «Альянсу» утворили групу Farlanders, очолювану Інною Желанною, куди увійшли Юрій «Хен» Кістеньов (барабани), Сергій «Гребстель» Калачов (бас), а також Сергій Старостін і Сергій Кльовенський.
Сергій Володін і Андрій Туманов із 1990 року експериментували над власним проєктом і в 1994 році спробували відтворити «Альянс». До них приєднався колишній трубач «Бригады С» Євген Коротков у ролі клавішника, а в 1996 році прийшов, закінчивши музичне училище імені Гнесіних, барабанщик Дмитро Фролов. Новий «Альянс» виконував біг-біт у стилі 1960-х років. Однак розвитку цей проєкт так і не отримав.
У 2000 році Ігор Журавльов з новими піснями з'явився у проєкті Каті Бочаровой «ЭР-200».
З 2008 року «Альянс» регулярно дає концерти у московських клубах, часом в різному складі, основа — Ігор Журавльов і Андрій Туманов.
У 2018 році екс-клавішником групи Олегом Парастаєвим був створений канал на Youtube.
У квітні 2019 року Олег Парастаєв опублікував кліп на пісню «На заре», що був знятий ще в 1987 році. У тому ж місяці вийшов альбом «Хочу летать!», який став першим релізом колективу за останні 25 років.
14 лютого 2020 року група опублікувала альбом «Космические сны».
20 червня 2020 року, о 5 годині ранку, у віці 61 року помер Олег Парастаєв.

## Склад групи
- Ігор Журавльов - вокал, гітара, автор пісень (1981-1984, 1986-1992, 1993, з 2008)
- Андрій Туманов - лідер-бас, бек-вокал (1981-1984, 1986-1989, 2008-2009, з 2010)
- Сергій Калачов - бас (1989-1992, 1993, 2018-2019 - тільки в студії)
- Дмитро Журавльов - ударні (з 2010)
- Герман Штром - клавішні, вокал (з 2019)

### Колишні учасники
- Олег Парастаєв (пом. 20 червня 2020) - клавішні, ритм-бокс, автор пісень (1986-1988) (сесійно в 2017-2020)
- Сергій Володін (пом. 9 лютого 2017) - гітара (1981-1984, 1988-1989)
- Володимир Рябов - ударні (1981)
- Георгій Рябцев - ударні (1981)
- Павло Чиняков - ударні (1982-1984)
- Іван Калінін - клавішні (1982-1984)
- Олексій Суляєв - ударні, звукорежисер (1982-1984)
- Костянтин Гаврилов - клавішні, вокал (1986-1991)
- Євген Осін - (пом. 17 листопада 2018) - ударні (1986-1987)
- Юрій Кістеньов - ударні (1988-1992, 1993)
- Інна Желанна - вокал (1990-1992, 1993)
- Костянтин Баранов - гітара (1990-1992, 1993)
- Володимир Міссаржевский - перкусія (1990-1992, 1993)
- Максим Трефан - клавішні (1990-1992, 1993)
- Олександр Вєтхов - ударні (2008-2010)
- Микола Арутюнов - клавішні, вокал (2019)